# DG Flugzeugbau GmbH
DG Flugzeugbau GmbH je nemško podjetje za proizvodnjo jadralnih letal. Sedež in proizvodni obrati podjetja so v Bruchsalu.
Podjetje sta pod imenom Glaser-Dirks Flugzeugbau leta 1973 ustanovila Gerhard Glaser in Wilhelm Dirks, ki je tudi glavni konstruktor letal. Prvo letalo v redni proizvodnji je bilo DG-100, katerega proizvodnja se je začela leta 1974. Čez tri leta je blo razvito letalo DG-200, ki je imelo za razliko od DG-100 dodana zakrilca.
V letu 1978 je podjetje zaradi povečanja naročil začelo sodelovati s tovarno Elan v Begunjah na Gorenjskem, kjer so se proizvajala letala DG-100, DG-300 in dvosed DG-500. To sodelovanje je trajalo do leta 2004.
V letu 1981 je bilo predstavljeno prvo jadralno letalo z motorjem, DG-400. Dobre letalne sposobnosti in enostavnost uporabe motorja so letalu prinesle veliko priljubljenost.
Za DG-400 je podjetje proizvedlo tudi letala DG-500, DG-600 in DG-800, ki so bili proizvedeni kot čista jadralna letala in tudi v različicah z motorjem. V letu 1996 je zaradi finančnih težav in nezmožnostjo dobave motorjev za DG-800 prišlo do zamude pri dobavah letal, posledično pa tudi do stečaja podjetja. 

## DG Flugzeugbau
Podjetje Glaser-Dirks Flugzeugbau je maja 1996 kupil Karl Friedrich Weber, ki je investiral v nadaljevanje proizvodnje letal DG-800 in novega dvoseda DG-1000. S tem se je podjetje preimenovalo v DG Flugzeugbau GmbH.
V letu 2003 je DG Flugzeugbau kupil tudi sorodno podjetje Rolladen Schneider, ki je proizvajalo jadralna letala LS. S tem je podjetje začelo s proizvodnjo letala standardnega razreda LS8 in 18-metrskega LS10. Podjetje je prevzelo tudi lastništvo nad tipskimi certifikati vseh tipov letal LS. Proizvodnjo letal LS4 in LS6, orodja za izdelavo ter skrb za tipske certifikate je DG zaupal podjetju AMS Flight, ki je v letu 1999 nasledilo Elanovo proizvodnjo letal. Ker pa zanimanja za ti dve letali ni bilo, je DG Flugzeugbau prevzel skrb za ta dva tipa letal. To je pomenilo tudi konec sodelovanja med podjetjema DG Flugzeugbau in AMS Flight.
V letu 2009 je podjetje oznanilo, da bo za letala, proizvedena izven matičnega podjetja (torej letala, proizvedena v podjetjih Glaser-Dirks, Rolladen Schneider in Elan/AMS Flight) uvedlo plačljivo podporo, s katero zagotavlja posodobitve dokumentacije in dobavljivost rezervnih delov. Zaradi tega je bilo podjetje deležno ostrih kritik s strani lastnikov teh letal.

## DG Aviation
Julija 2021 je podjetje DG Flugzeugbau prešlo v lastništvo nemškega podjetja Volocopter, s katerim je podjetje zadnjih 10 let sodelovalo pri izdelavi električnih helikopterjev. S tem je Volocopter prevzel tudi proizvodne obrate in tipske certifikate za proizvodnjo in vzdrževanje jadralnih letal DG in LS.